# 前田晃伸
前田 晃伸（まえだ てるのぶ、1945年〈昭和20年〉1月2日 - ）は、日本の投資家。元みずほフィナンシャルグループ社長・会長。第23代日本放送協会会長。元国家公安委員会委員。肥後銀行監査役。

## 経歴

### 生い立ち
5人兄弟の長男。出生自体は熊本県であるが、1歳のときに両親の故郷である大分県中津市へ移り住み、以来この地をふるさととして育った。父・慶一は弁護士で、母・シモとともに放任主義の人であった。
小学生、中学校と音楽系の部活動に所属し、それぞれハーモニカ、トロンボーンを演奏していた。中学時代には西日本大会出場の成績も残している。
高校まで中津で過ごし、1浪の末、東京大学に合格し上京。法学部第1類（私法コース）3年生の夏休みには、ガラス店を営む祖母の家から運送用のバイクを借りて乗り回す。ついには大分から東京までバイクで走破してしまった。

### 富士銀行入行
就職活動では、富士銀行とともに住友銀行を受けていた。住友銀行には面接の段階で落とされたが、本人はその理由について「あなたは夜中、大手町の交差点で横断歩道を渡ろうしている。信号は赤だが、車は全く通っていない。どうしますか。」との問いに、「もちろん渡る」と答えたことが原因ではないかと日経のインタビューで語っている。集団面接で、前田は最後に答えていたが、それ以前の受験者は全員「止まる」と答えていたという。
須田慎一郎は著作『巨大銀行沈没―みずほ失敗の真相』で、入行当初から行員のなかでもっとも朝早く勤務し、社長になってもかわらない精勤ぶりと、富士銀行内でのエリートとしての前田の姿を描いている。ただ本人は、先の日経のインタビューで「新入行員の中でも、私の成績は恐らくビリだったようだ」としており、真偽は定かではない。
また行内では晩ごはんを3回食べられる強靭な胃袋の持ち主として知られていた。
新人時代の前田は最も朝早く出勤すると共に最も遅く退勤する行員でもあった。ある日前田がいつもの様に残業していると直属の上司が「前田君まだ残ってたの？晩ごはん食べに行く？」と問うと、前田は「もう僕お腹ペコペコなんですよ」と答えた。同日のその後、部長級の上司が「前田君まだ残ってたの？晩ごはん食べに行く？」と問うと、前田は「もう僕お腹ペコペコなんですよ」と再度答えた。更に深夜、役員級の上司が「前田君まだ残ってたの？晩ごはん食べに行く？」と問うと、前田は「もう僕お腹ペコペコなんですよ」と3度答えた。3回目の晩ごはんにもかかわらず前田は「美味しいです。美味しいです。」とたらふく食べたという。
入行後、最初に配属されたのは金融街東京・日本橋の馬喰町支店。その後は本店に移り、大手法人融資や広報などの本部勤務を長く務める。このため支店長になるのが遅れ、大型の川崎支店長就任が初の経験となった。1992年には再び本部に戻り資本市場部長に就任。1995年に取締役となり融資企画部長に、その後は総合企画部長、公共金融グループ長、財務統轄役員などを務め、富士銀行での最後の役職としては、副頭取であった。みずほ銀行・みずほコーポレート銀行の再編時に、みずほホールディングス社長に就任した。

### 社長就任とシステム障害
2002年、みずほホールディングス社長に就任するも、その直後、傘下行の合併に伴うシステム統合に当たって、連結の不具合から決済に二重引き落としなどの混乱に見舞われる。入社式で「上の言うことは聞くな、上司に責任は取らせろ」と挨拶した矢先であった。
この問題で国会に招致された際、「直接に御利用者の方に実害が出たというようなことではございませんが、クレームが大量に来たということで、そういう意味で大変申しわけないと思っております。」と発言。その後すぐに「不適切な説明だった」と釈明したものの、マスコミに取り上げられ大いに物議を醸した。
当時の金融担当大臣だった柳澤伯夫はみずほのシステム障害について、「事実と異なる報告を受けていた」と発言、内部管理の不徹底を露呈したため、さらにみずほは非難されることになった。
みずほホールディングスはこの問題の責任として、前田をはじめとする経営陣給与を半年間50%カットする形で対応した。

### 財務再建
2002年には竹中平蔵金融担当大臣が策定した金融再生プログラム、通称「竹中プラン」の方針に従って（当初は難色を示したが）不良債権の処理を行った。しかしメインバンクを務めている企業に多くの倒産（2002年-2003年の間に佐藤工業、壽屋、ハウステンボスなど）が出たため、貸しはがしの代表格的に扱われ世間の批判を浴びることも多かった。
2003年は前年に引き続き株安で始まり、日経平均株価は4月28日にはバブル後最安値の7603円をつける。これに伴い、みなし5万円額面のみずほ株も、一時5万8300円の安値を付け、倒産や公的資金の注入が噂されることも多かった。ただし、みずほグループは2003年3月期の決算こそ2兆3700億円の赤字であったが、1兆円規模の大規模な増資を行い財務的には資金繰りができる状態だった。しかし、この増資は同時に潜在的な株式希薄の要因でもあった。また、2003年6月の株主総会でもいわゆる「シャンシャン総会」を行ったため、これもまたみずほの既存の株主の批判の対象となった。

### 現在
財務危機の後も資産の売却と劣後債などの増資をすすめて資本を積みまし、2004年3月期には黒字に転換、株式の配当も復配。続く2005年3月期、2006年3月期も、特殊要因があったものの黒字決算を実現。多くの批判を集めた1兆円増資の決断も、結果としては成功に終わった。株価も上昇を続けたため、最近は就任当初のイメージは遠のき、経営手腕が優秀であるという評価に転換されていくことになった。
また、メガバンクと消費者金融との提携については、かねてから否定的な見解を示している。全銀協会見では、消費者金融のテレビCMや広告について「個人的には、ちょっと目に付く」と他のメガバンクを暗に批判。グレーゾーン金利は「明らかに正常ではない」とし、「（みずほに開設された）2,600万口座の既存顧客へのより良いサービス提供が最優先」とコメントしている。
その一方、銀行ATMなどの手数料が依然として高額であることについては、「何でもタダが良いというのはやりすぎ」と値下げ慎重の方針を持っており、こうした態度へは反発もある。本人曰く、無差別にいい格好をするのは顧客全体への負担となるのだから、対価に納得して選ばれる銀行を目指すべき、という独自の考え方があるとされる。
2006年11月8日、みずほフィナンシャルグループがニューヨーク証券取引所に上場し、現地時間9時30分に取引開始の鐘（オープニングベル）を鳴らした。
2020年1月25日、第23代日本放送協会会長に就任した。
2021年12月、NHKの全職員への会長メッセージを発したとされ、その内容が、縦割りの人事権の行使を認めないとしたものであり、「人事異動の最終判断はNHKグループ全体を俯瞰した視点で、私が適材適所の人事を行います」というものだったと報道された。この前田の姿勢については「継承されてきた番組やニュース制作のノウハウが壊されてしまう」と懸念する声が上がっている。
年末の恒例番組になっている「紅白歌合戦」について、「紅組と白組を分けたり、優勝旗を渡すシステムをやめるべきでは」と言及。また、ある幹部には「紅白を終わらせる」と言っていたと報道された。また週刊誌の記者に対しては、「今年は止めるとか言ってないけど、来年のことはわかんないよって言ったんだよ。どんな長寿番組だって見直さなきゃおかしいじゃない」と回答したと報じられた。
2022年2月、定例記者会見で、NHKの会長の任期が2023年1月で終わることを踏まえ、2期目への意欲を問われた。その際に続投を否定し、「もう77歳を超えましたので、そんなばかなことは言っちゃいけないと思う」と理由を述べた。

## 人物
身長166cm、体重61kgで、30年間変わっていない。血液型はB型。
馬喰町支店勤務だった1970年、同支店勤務の女性と職場結婚、新婚旅行は故郷の九州地方。2人の息子はそれぞれ三菱UFJ銀行、三井住友銀行に勤務している。
科学雑誌『ニュートン』の創刊以来の愛読者。趣味は休日の庭いじりで、ウコンやサボテンの栽培に凝っている。小学校時代のハーモニカも続けており、休日は 「仕事を遮断して、宇宙や植物のスケールに没頭するとストレスが溜まらない」と語っている。
「ゴルフをやると金・ボール・名誉が一度に無くなる」と日経のインタビューに答えたこともあり、ゴルフはやらない。タコ刺しをつまみに日本酒を呑むが、タバコは吸わない。読売ジャイアンツと三橋美智也、そして息子の影響で長渕剛のファンである。
また育った大分県を故郷としており、在京大分県人会会長と豊の国かぼす特命大使を務めている。
NHK経営委員会の石原進委員長は、前田をNHK会長に選んだ理由について「メガバンクで大きな改革をしてきた実績があり、人をまとめる力や改革を推進する力がある」と語った。

## 略歴
- 1957年 - 中津市立南部小学校卒業
- 1960年 - 中津市立城南中学校卒業
- 1963年 - 大分県立中津南高等学校卒業
- 1968年 - 東京大学法学部第1類（私法コース）卒業[1]、富士銀行入行
- 1992年 - 同資本市場部長
- 1995年 - 同取締役融資企画部長
- 1999年 - 同常務取締役
- 2000年9月29日 - みずほホールディングス設立
- 2001年6月 - 富士銀行副頭取
- 2002年4月1日 - みずほホールディングス代表取締役社長
- 2003年1月 - みずほフィナンシャルグループ設立。社長
- 2005年4月 - 全国銀行協会会長
- 2009年4月 - みずほフィナンシャルグループ取締役会長
- 2010年4月 - 同特別顧問
- 2011年2月22日 - 国家公安委員会委員に就任
- 2011年6月 - 特別顧問を退任[15]
- 2012年6月 - 肥後銀行監査役[16]
- 2016年2月 - 国家公安委員を退任
- 2019年12月9日 - NHK経営委員会が臨時の会合を開き、前田をNHK第23代会長に任命することを決定[17]
- 2020年1月25日 - NHK会長に就任[17]

## 脚註
1. 1 2  朝日新聞人物データベース
2. ↑  “「紅白歌合戦」２年ぶり有観客予定も感染次第で無観客も「無くはない」会長”.   日刊スポーツ (2021年12月2日). 2021年12月2日閲覧。
3. ↑  日本経済新聞 2006年4月25日 夕刊
4. ↑  2002年4月9日 衆議院財務金融委員会10号
5. ↑  2002年6月21日 閣議後記者会見
6. ↑  2006年3月22日 全銀協会長 記者会見
7. ↑  NTTデータ経営研究所『情報未来』2006年6月号 Archived 2007年1月15日, at the Wayback Machine.
8. ↑  11/08/2006 - Mizuho Financial Group, Inc. celebrates listing on the NYSE. In honor of the occasion, CEO Terunobu Maeda rings The Opening Bell.
9. ↑  “NHKが会長の「大暴走」で大激震…現場は「ノウハウが壊されてしまう」と心配の声も（週刊現代） @gendai_biz”. 現代ビジネス. 2021年12月24日閲覧。
10. ↑  “「紅白を終わらせる」NHK会長の言葉は現実になる？ 淘汰されていく番組は”. リアルライブ. 2021年12月27日閲覧。
11. ↑  “NHKの前田晃伸会長が続投否定 2期目への意欲「まったくない」 （毎日新聞）”. Yahoo!ニュース. 2022年2月9日閲覧。
12. ↑  【社長の私生活】みずほフィナンシャルグループ社長 前田晃伸 2004年1月22日
13. ↑  『大分合同新聞』2012年2月20日付2面
14. ↑  NHK会長に前田晃伸氏選任 元みずほFG社長
15. ↑  みずほフィナンシャルグループ特別顧問の退任について (PDF)  株式会社みずほフィナンシャルグループ 2011年6月10日
16. ↑  “人事、肥後銀行”. 日本経済新聞. (2012年5月11日) 2013年10月22日閲覧。
17. 1 2  “NHK次期会長にみずほFG元社長・前田晃伸氏 上田良一会長は任期満了で退任”. スポーツ報知. 報知新聞社. (2019年12月9日) 2019年12月9日閲覧。